# Diamentowa Liga 2016
Samsung Diamentowa Liga 2016 – siódma edycja prestiżowych zawodów Diamentowej Ligi na świecie. W 2016 roku pierwszy mityng odbył się 6 maja, tradycyjnie w stolicy Kataru, Doha, na stadionie Qatar SC Stadium, a cykl zakończył się 9 września podczas Memorial Van Damme w Brukseli.

## Punktacja
Od edycji 2016 zmieniono system punktacji, i tak:
- 1 miejsce: 10 punktów (Zawody finałowe: 20 punktów)
- 2 miejsce: 6 punktów (Zawody finałowe: 12 punktów)
- 3 miejsce: 4 punkty (Zawody finałowe: 8 punktów)
- 4 miejsce: 3 punkty (Zawody finałowe: 6 punktów)
- 5 miejsce: 2 punkty (Zawody finałowe: 4 punkty)
- 6 miejsce: 1 punkt (Zawody finałowe: 2 punkty)

## Kalendarz
| Data        | Mityng                                         | Miasto     | Stadion                        | Wyniki    |
| ----------- | ---------------------------------------------- | ---------- | ------------------------------ | --------- |
| 6 maja      | Qatar Athletic Super Grand Prix                | Doha       | Qatar SC Stadium               | Rezultaty |
| 14 maja     | Shanghai Golden Grand Prix                     | Szanghaj   | Shanghai Stadium               | Rezultaty |
| 22 maja     | Meeting International Mohammed VI d’Athlétisme | Rabat      | Stade Moulay Abdellah          | Rezultaty |
| 28–29 maja  | Prefontaine Classic                            | Eugene     | Hayward Field                  | Rezultaty |
| 2 czerwca   | Golden Gala                                    | Rzym       | Stadio Olimpico                | Rezultaty |
| 5 czerwca   | Sainsbury’s Birmingham Grand Prix              | Birmingham | Alexander Stadium              | Rezultaty |
| 9 czerwca   | Bislett Games                                  | Oslo       | Bislett Stadion                | Rezultaty |
| 16 czerwca  | DN Galan                                       | Sztokholm  | Stadion Olimpijski             | Rezultaty |
| 15 lipca    | Herculis                                       | Monako     | Stade Louis II                 | Rezultaty |
| 22–23 lipca | London Grand Prix                              | Londyn     | Stadion Olimpijski             | Rezultaty |
| 25 sierpnia | Athletissima                                   | Lozanna    | Stade Olympique de la Pontaise | Rezultaty |
| 27 sierpnia | Meeting de Paris                               | Paryż      | Stade de France                | Rezultaty |
| 1 września  | Weltklasse Zürich                              | Zurych     | Letzigrund Stadion             | Rezultaty |
| 9 września  | Memorial Van Damme                             | Bruksela   | Stadion Króla Baudouina I      | Rezultaty |

## Zwycięzcy
| Konkurencja                        |                         | Punkty |
| Mężczyźni                          |                         |        |
| Bieg na 100 metrów                 | Asafa Powell            | 26     |
| Bieg na 200 metrów                 | Alonso Edward           | 44     |
| Bieg na 400 metrów                 | LaShawn Merritt         | 50     |
| Bieg na 800 metrów                 | Ferguson Rotich         | 39     |
| Bieg na 1500 metrów                | Asbel Kiprop            | 42     |
| Bieg na 5000 metrów                | Hagos Gebrhiwet         | 35     |
| Bieg na 3000 metrów z przeszkodami | Conseslus Kipruto       | 70     |
| Bieg na 110 metrów przez płotki    | Orlando Ortega          | 60     |
| Bieg na 400 metrów przez płotki    | Kerron Clement          | 51     |
| Skok wzwyż                         | Erik Kynard             | 46     |
| Skok o tyczce                      | Renaud Lavillenie       | 72     |
| Skok w dal                         | Fabrice Lapierre        | 36     |
| Trójskok                           | Christian Taylor        | 60     |
| Pchnięcie kulą                     | Tomas Walsh             | 58     |
| Rzut dyskiem                       | Piotr Małachowski       | 54     |
| Rzut oszczepem                     | Jakub Vadlejch          | 50     |
| Kobiety                            |                         |        |
| Bieg na 100 metrów                 | Elaine Thompson         | 50     |
| Bieg na 200 metrów                 | Dafne Schippers         | 48     |
| Bieg na 400 metrów                 | Stephenie Ann McPherson | 39     |
| Bieg na 800 metrów                 | Caster Semenya          | 60     |
| Bieg na 1500 metrów                | Laura Muir              | 40     |
| Bieg na 5000 metrów                | Almaz Ayana             | 50     |
| Bieg na 3000 metrów z przeszkodami | Ruth Jebet              | 56     |
| Bieg na 100 metrów przez płotki    | Kendra Harrison         | 70     |
| Bieg na 400 metrów przez płotki    | Cassandra Tate          | 50     |
| Skok wzwyż                         | Ruth Beitia             | 61     |
| Skok o tyczce                      | Katerina Stefanidi      | 62     |
| Skok w dal                         | Ivana Španović          | 68     |
| Trójskok                           | Caterine Ibargüen       | 76     |
| Pchnięcie kulą                     | Valerie Adams           | 58     |
| Rzut dyskiem                       | Sandra Perković         | 80     |
| Rzut oszczepem                     | Madara Palameika        | 59     |

## Polacy
| Lokata | Imię i nazwisko    | Konkurencja    | Punkty |
| ------ | ------------------ | -------------- | ------ |
| 1.     | Piotr Małachowski  | rzut dyskiem   | 54     |
| 3.     | Adam Kszczot       | 800 m          | 27     |
| 3.     | Piotr Lisek        | skok o tyczce  | 15     |
| 4.     | Robert Urbanek     | rzut dyskiem   | 25     |
| 4.     | Kamila Lićwinko    | skok wzwyż     | 19     |
| 5.     | Tomasz Majewski    | pchnięcie kulą | 11     |
| 5.     | Konrad Bukowiecki  | pchnięcie kulą | 11     |
| 7.     | Angelika Cichocka  | 1500 m         | 12     |
| 7.     | Joanna Jóźwik      | 800 m          | 6      |
| 8.     | Robert Sobera      | skok o tyczce  | 2      |
| 11.    | Marcin Lewandowski | 800 m          | 5      |
| 13.    | Emilia Ankiewicz   | 400 m ppł.     | 1      |
| 13.    | Joanna Linkiewicz  | 400 m ppł.     | 1      |
| 16.    | Damian Czykier     | 110 m ppł.     | 1      |
| 17.    | Małgorzata Hołub   | 400 m          | 1      |